# Sokół maskowy
Sokół maskowy (Falco fasciinucha) – gatunek małego ptaka drapieżnego z rodziny sokołowatych (Falconidae), zamieszkujący wschodnią część Afryki Subsaharyjskiej. Monotypowy (nie wyróżnia się podgatunków). Narażony na wyginięcie.

## Występowanie
To rzadki i nierównomiernie rozmieszczony ptak o dość dużym areale występowania. Pierwsze osobniki opisano na wzgórzach Taita w Kenii, stąd wzięła się angielska nazwa tego ptaka (Taita falcon). Gatunek rozprzestrzenił się na całą wschodnią część subsaharyjskiej Afryki – jego zasięg występowania rozciąga się wyspowo od południowej Etiopii i wschodniego Sudanu Południowego na południe przez wschodnią Ugandę, Kenię, Tanzanię, wschodnią Zambię, Malawi, Zimbabwe, Mozambik, Botswanę aż po północno-wschodnią część RPA.
Widuje się go w pobliżu wysokich klifów, wąwozów i ostańców, często też na obszarach leśnych (zwłaszcza w suchych lasach podrównikowych typu mopane i miombo). Obserwowany był w przedziale wysokości 600–3800 m n.p.m. Często spotyka się go w parach.

## Charakterystyka
To jeden z najmniejszych sokołów Afryki Południowej. Dość charakterystyczny, ale można pomylić go z paroma innymi gatunkami. Rudawy brzuch upodabnia go do sokoła afrykańskiego, choć różnice tkwią w białym podgardlu i niewątpliwie rudych polach na karku. Również pokrywy podskrzydłowe są jednolicie rude, podczas gdy u sokoła afrykańskiego jest tam więcej kreskowania. Najbardziej oczywistą cechą rozpoznawczą pod skrzydłami jest biało-czarne paskowanie lotek – u sokoła afrykańskiego są rude.
Te ptaki o masywnej budowie, mają długie skrzydła, ale krótki ogon. Lecą szybko, choć poruszają się w locie dość ociężale. Pomimo to są wytrawnymi powietrznymi łowcami.
Sokół maskowy ma 28–30 cm długości i ma około 61–72 cm rozpiętości skrzydeł. Waży 212–346 g.

## Zachowanie
Zaloty i kojarzenie się w pary wygląda podobnie jak u sokoła wędrownego. Podobnie brzmią jego popisy wokalne, którymi wyznacza swoje terytorium. Sokoły maskowe nie migrują i jedynie młode ptaki mogą koczować, oddalając się o parę kilometrów od miejsca, w którym się wykluły. 
Poluje z zasiadki ze skał lub wysokich gałęzi drzew. Łowi nietoperze i małe ptaki, np. jerzyki, słowiki. Chwyta je w locie, zwykle po szybkim pościgu. Żywi się również owadami, w tym termitami i chrząszczami, które chwyta szponami, a do dzioba wkłada je, będąc w powietrzu. Wszystkie ofiary zanoszone są do specjalnych miejsc, gdzie je skubie i rozczłonkowuje.

## Okres lęgowy
Gniazda znajdują się na osłoniętych nagich półkach skalnych w zagłębieniach znajdujących się na wysokich, stromych klifach lub spadzistych wąwozach. Na drodze konkurencji z większymi sokołami czasem sokół maskowy zmuszony jest zajmować mniej odpowiednie miejsca do wylęgu.

Lęg składa się z 3–4 jaj owalnego kształtu i jasnopłowej barwy. Widać na nich żółtawo-brązowe nakrapianie. Para dzieli się obowiązkiem wysiadywania jaj, choć samice częściej zajmują się tą czynnością. Oboje rodzice dalej wychowują młode i przynoszą im pokarm.

## Status
Międzynarodowa Unia Ochrony Przyrody (IUCN) od 2014 uznaje sokoła maskowego za gatunek narażony (VU – vulnerable). Wcześniej – od 2000 miał on status bliski zagrożenia (NT – near threatened), od 1994 – VU, a od 1988 – NT. Liczebność populacji szacuje się na 500–1000 dorosłych osobników. Trend liczebności populacji uznaje się za spadkowy.
Jest wrażliwy na stosowany przez człowieka środek DDE, który sprawia, że skorupki jego jaj są cieńsze niż normalnie. Cierpi też przez utratę naturalnych siedlisk w wyniku budowy zapór wodnych, nielegalne polowania i handel, niepokojenie przez człowieka na lęgowiskach i w końcu przez konkurencję z innymi drapieżnikami, a zwłaszcza z sokołem wędrownym.